# Moniliophthora
Genre
Moniliophthora est un genre de champignons originaires des régions tropicales et de la famille des Marasmiaceae.
Ce genre comprend plusieurs espèces phytopathogènes, parmi lesquelles Moniliophthora roreri, responsable de la moniliose (l'espèce était initialement classée dans le genre Monilia) ou pourriture des cabosses du cacaoyer et Moniliophthora perniciosa, responsable de la maladie du balai de sorcière, également chez le cacaoyer.

## Liste des espèces
Selon MycoBank (1er février 2023) :
- Moniliophthora aurantiaca Kropp & Albee-Scott, 2012
- Moniliophthora brasiliensis (Arruda, G.F. Sepúlveda, R.N.G. Mill., M.A.Ferreira & M.S.Felipe) Niveiro, Lodge & Aime, 2020
- Moniliophthora canescens (Har.Takah.) Kerekes & Desjardin, 2009
- Moniliophthora conchata (Har.Takahashi) Antonín, R.Ryoo & K.-H.Ka, 2014
- Moniliophthora marginata Kerekes, Desjardin & Vikineswary, 2009
- Moniliophthora mayarum Lodge, Aime & Niveiro, 2020
- Moniliophthora nigrilineata (Corner) Desjardin & Kerekes, 2009
- Moniliophthora pakistanica A.Izhar, M.Asif, Niazi & Khalid, 2022
- Moniliophthora perniciosa (Stahel) Aime & Phillips-Mora, 2006
- Moniliophthora roreri (Cif.) H.C.Evans, Stalpers, Samson & Benny, 1978
- Moniliophthora ticoi (Halling) Niveiro, Ramírez, Lodge & Aime, 2020

## Systématique
Le genre Moniliophthora a été créé en 1978 par Harry Charles Evans (d), Joost Augustinus Stalpers (d), Robert Archibald Samson (d) et Gerald Leonard Benny (d). Son nom correct complet (avec auteur) est Moniliophthora H.C.Evans, Stalpers, Samson & Benny, 1978.